# Římskokatolická farnost – děkanství Čáslav
Římskokatolická farnost – děkanství Čáslav je územním společenstvím římských katolíků v rámci kutnohorsko-poděbradského vikariátu královéhradecké diecéze.

## O farnosti

### Historie
Původním farním kostelem Čáslavi byl již nedochovaný románský kostelík. Ten byl koncem 13. století nahrazen gotickým kostelem. K němu byla v letech 1461–1505 přistavěna zvonice. Roku 1553 byl vystavěn hřbitovní kostelík svaté Alžběty Uherské. Původní budova fary byla postavena kolem roku 1500, později byla několikrát přestavována a adaptována, naposledy ještě po roce 1990.
Duchovní správci
- 1782–1807 R.D. Josef Kamberský († 1807)
- 1807–1814 R.D. Vojtěch Landauer
- 1814–1849 R.D. Josef Petr Neděle († 1849)
- 1849–1875 R.D. Jan Pečenka († 24. 9. 1874)
- 1875–1891 R.D. Jan Nožička (28. 10. 1820 – 22. 4. 1891)
- 1891–1913 R.D. Josef Folta (27.10.1856 – 21. 11. 1913)
- 1914–1940 R.D. Alois Dostál, děkan (2. 6. 1868 – 27. 7. 1940)
- 1940–1941 R.D. Antonín Kosík (14. 4. 1913 – 9. 3. 2003 Dozule, Francie), později administrátor v Běstvině
- 1941–1967 R.D. Josef Zapletal, děkan (24. 2. 1891 – 30. 6. 1967)
- 1967–1968 R.D. Petr Mejsnar (29. 6. 1905 – 22. 6. 1991)
- 1968–1995 R.D. Michael Maceček (18. 9. 1924 – 12. 11. 2000)
- 1994–2005 R.D. Mgr. Pavel Tobek (* 1966)
- 2005–2019 R.D. Mgr. Bohuslav Stařík (* 1969)
- 2019–2021 R.D. Mgr. Zdeněk Skalický (* 1966)
- 2021– dosud R.D. Mgr. Dmytro Romanovský, děkan (*1990)

Kaplani
- 1916–1922 R. D. Jan Havelka  (* 10. 5. 1887 Smidary – 12. 5. 1942 Německý Brod)
- R. D. Vincenc Seidl
- R. D. Antonín Kosík
- ?–1947 R. D. Josef Švejda († 4. 12. 1991)
- 1951 R. D. Josef Kubíček, později administrátor v Krouně
- 1951–1952 J. M. Mons. Josef Burýšek, emeritní vicerektor královéhradeckého semináře (1891 – 22. 7. 1965)
- 1990–1991 R. D. Mgr. Jan Linhart (* 22. 11. 1961)
- 1991–1991 R. D. Mgr. Antonín Brychta (* 1964)
- 1991–1994 R. D. Mgr. Petr Stejskal (* 1968)
- 1999–2000 R. D. Mgr. Daniel Kolář (* 1963)
- 2016–2019 R. D. Mgr. Ivan Havlíček (* 1964)

### Současnost
Čáslavská farnost má sídelního duchovního správce, který je zároveň ex currendo administrátorem farnosti Chotusice.
| Kostel                    | Místo        | Bohoslužba                                  | Bohoslužba                                             | Poznámka          |
| ------------------------- | ------------ | ------------------------------------------- | ------------------------------------------------------ | ----------------- |
| Kostel sv. Alžběty        | Čáslav       | čtvrtek                                     | 17.00 v zimě, 18.00 v létě                             | filiální kostel   |
| Kostel sv. Petra a Pavla  | Čáslav       | neděle úterý středa pátek 1.sobota v měsíci | 9.00; 18.00 17.00 v zimě, 18.00 v létě 7.15 18.00 7.30 | farní kostel      |
| Oratorium                 | Čáslav       | 2. čtvrtek v měsíci                         | 15.00                                                  | v domově důchodců |
| Kostel Všech svatých      | Dolní Bučice | sobota                                      | 17.00                                                  | filiální kostel   |
| Kostel sv. Václava        | Krchleby     | středa                                      | 17.00                                                  | filiální kostel   |
| Kaple Nejsvětější Trojice | Vrdy         | neslouží se                                 | neslouží se                                            | filiální kostel   |